# Lita Cabellut
Lita Cabellut (* 24. Oktober 1961 in Sariñena, Huesca) ist eine spanische Malerin.

## Leben
Lita Cabellut ist eine katalanische Gitana. Sie verwaiste früh und lebte während ihrer Kindheit zeitweise auf den Straßen Barcelonas, bis sie im Alter von 12 Jahren durch eine katalanische Adelsfamilie adoptiert wurde.
Im Alter von 13 Jahren besuchte Lita Cabellut mit ihrer Adoptivmutter erstmals den Prado in Madrid, ein für sie lebensveränderndes Ereignis.

“My mother introduced me to this new world, the world where the colours, forms and emotions are just going through your eyes and your skin. That was the moment that I knew I will be an artist and that I will stay with this family forever.”

„Meine Mutter stellte mir eine neue Welt vor, eine Welt, in der die Farben, Formen und Gefühle einfach durch deine Augen und deine Haut gehen. Das war der Moment, in dem ich wusste, dass ich eine Künstlerin werde und dass ich für immer in dieser Familie bleiben werde.“

Insbesondere Francisco de Goya, Antonio González Velázquez, Bartolomé Esteban Murillo und Jusepe de Ribera beeindruckten sie. Die Einflüsse dieser Maler sind neben den oftmals harten Erfahrungen ihrer Kindheit noch heute in ihren Bildern spürbar. Cabellut studierte an der Gerrit Rietveld Akademie in Amsterdam Malerei. Sie lebt und arbeitet in Den Haag.
Lita Cabellut arbeitet vor allem auf großformatigen Leinwänden und bedient sich expressiver Gesten. Die Gemälde zeichnen sich durch eine besondere Dramatik des Lichts und der Farben aus, hier wurde sie stark von den niederländischen Malern beeinflusst. Bevorzugt bildet sie vom Leben gezeichnete Menschen ab. Dabei versucht sie, neben dem Schmerz, Leid und Elend vor allem ihre menschliche Größe, ihre „Grandeur“ zu zeigen.
Cabelluts Motive sind enge Freunde, künstlerische Wahlverwandte und Berühmtheiten, aber auch Menschen von der Straße.

## Einzel- und Gruppenausstellungen (Auswahl)
- Tuin & Kunst 10 daagse, Museum Nienoord, Groningen, Niederlande, (solo), 2013
- Triology of the Doubt, Espai VolART Fundacio Vila Casas, Barcelona, Spanien, (solo), 2013
- Behind the Courtains, Opera Gallery, Hong Kong, (solo) 2013
- Me, You and the Others, Museum Wrestas, Tampere, Finnland, 2013
- After the Show, Terminus, München, Deutschland, (solo) (Kat.), 2012
- Portrait of Human Knowledge, Opera Gallery, London, England, (solo) (Kat.), 2012
- Memories Wrapped in a Gold Paper, Opera Gallery, Dubai (solo), 2012
- Coco, Opera Gallery, Paris, Frankreich, (solo), 2012
- Shit happens, Opera Gallery, London, England, (solo), 2011
- Camaron, Kai Dikhas, Berlin, Deutschland (solo), 2011
- La Perla Negra, Opera Gallery, London, England, (solo) (Kat.), 2011
- Maddness and the Reason, Bill Lowe Gallery, Atlanta, USA, (solo), 2011
- Manifesta Maastricht, Maastricht, Niederlande, (solo), 2010
- Art Karlsruhe, Gunther Gallery, Karlsruhe, Deutschland, 2009
- The Forgotten Europiens, Kölnischen Stadtmuseum, Köln, Deutschland, 2009
- A la Mesa, Opera Gallery, Seoul, Korea, (solo), 2008
- Gypsy Exhibition, Kulturhaus RomoKher, Mannheim, Deutschland, 2008
- Gonzhen – Art in Sport, Bejing, Chenglu, Shenyang, Nanjin, Guangzhou, China, 2008
- A la Mesa! Opera Gallery Seoul, Seoul, Korea, 2008
- Gronzhen – Art in Sport, Museum of Contemporary Art, Shanghai, China, 2007
- „Paz y Sacrificio“, Art Space „Espacio 133“ Boronat, Barcelona, Spanien, (solo), 2005
- Inaugural Exhibition, The Lowe Gallery, Santa Monica, Kalifornien, USA, (solo) 2002
- Arte Rotterdam, Rotterdam, Niederlande, (solo), 2001

## Kataloge
- „The Many Faces of Bowie“, Opera Gallery, London, 2013
- „Behind The Curtains“, Opera Gallery, Hong Kong, 2013
- „Un Siecle des Nus – Un panorama du Nu de l’Art Moderne à aujourd’hui“, Opera Gallery, Geneve 2013
- „International Modern and Contemporary Art“. Opera Gallery Auction, Dubai, The Ritz-Carlton, DIFC, 2012
- „After The Show“ by Lita Cabbelut, Opera Gallery, 2012
- „Portrait of Human Knowledge“, Opera Gallery, 2012
- „COCO – The Testimony of Balck and White“ by Grady Harp, Opera Gallery, Paris, 2011
- „La Perla Negra“ Opera Gallery, 2011